# Virgen de las Cuevas (Caminreal)
La Virgen de las Cuevas,es la patrona de Caminreal, Teruel y Viana (Navarra) en cuyos términos municipales está ubicada la ermita de su nombre donde se la venera.

## Historia
La talla original fue robada, sin embargo, debió de ser diferente a la actual, recientemente restaurada, de estilo románico, en la que la Virgen está sentada con el Niño entre sus brazos. De la talla original se puede decir, gracias a que se conserva la estampa, que debía tener una cierta relación de similitud con la Virgen de Covadonga.
Al estar la ermita fuera del núcleo urbano del pueblo, no se celebran misas regularmente en este templo. Sin embargo, ha generado desde siempre una gran devoción por parte de los parroquianos, tanto caminrealeros como torrijanos o fuentesclareros, más incluso que la Virgen de la Asunción, en cuya Iglesia levantada en su nombre se celebra la Misa regular.

## Gozos a la Virgen de las Cuevas
En su honor se compusieron los Gozos a la Virgen de las Cuevas, cuyos rasgos estilísticos han sido estudiados.
Los gozos a la Santísima Virgen, Ntra. Sra. de la Cuevas, están recogidos en un librito, escrito por el Rvdo. Sr. Cura de Caminreal D. Augusto Godoy Beltrán en julio de 1932, el Título: Notas Históricas y Novenerio de Nuestra Señora de las Cuevas es un librito de pequeñas dimensiones, que se imprimió en los talleres gráficos de E. Berdejo Casañal, después de pasar los filtros eclesiásticos de: Nihil Obstat, Joseph María Bregante Lacambra, censor eclesiástico; e imprimatur: Dr. Josephus Mur et Sancho, vicario general, los dos rubricados Caesaragustae 20 Julii 1932.
El libro tiene la siguiente dedicatoria:

A la Antiquísima Hermandad de Ntra. Sra. de las Cuevas. Con el entusiasmo propio, de quien, a la vez que Hermano, es Padre Espiritual.
 El Autor Gozos a la Santísima Virgen, Ntra. Sra. de la Cuevas

### Gozos
Gozos a la Virgen de las Cuevas de Caminreal 

A vuestra imagen sagrada
nos acogemos de veras;
todos te pedimos gracia,
Virgen santa de las Cuevas.

dadnos consuelo y favor
¡Oh Virgen!
¡Oh Virgen de las Cuevas!
dadnos consuelo y favor.

Tienes tu hermosa mansión
cerca del río Jiloca,
donde Caminreal te invoca,
y halla solaz su aflicción,
de tan generosa acción,
Caminreal tiene las pruebas.

A vuestra imagen sagrada
nos acogemos de veras;
todos te pedimos gracia,
Virgen santa de las Cuevas.

Del campo la producción,
a tu gran poder se debe,
por eso cuando no llueve,
se acude a tu intercesión,
para que tu protección,
sobre Caminreal concedas.

Todos te pedimos gracia,
Virgen santa de las Cuevas.

En la vega perfumada,
os fabricaron ermita,
do sois bella margarita,
en rica concha encerrada,
que por toda la explanada
sus resplandores refleja.

Todos te pedimos gracia,
Virgen santa de las Cuevas.

Caminreal con devoción,
os da culto singular,
y en tu imagen sabe hallar,
el puerto de salvación,
te ofrece su corazón
Tú favores renuevas.

Todos te pedimos gracia,
Virgen santa de las Cuevas.

De la antigua población,
llamada "la caridad",
la municipalidad,
tiene en su sello el blasón,
después de su destrucción,
sobre sus ruinas te elevas.

Todos te pedimos gracia,
Virgen santa de las Cuevas.

Airado descarga el cielo,
el azote de justicia,
contra nuestra vil malicia,
negando al árido suelo,
la lluvia que con anhelo.
pedimos con voces tiernas.

Todos te pedimos gracia,
Virgen santa de las Cuevas.

Era, según tradición,
tu santuario reducido,
pero el pueblo desprendido,
le dio grande proporción,
piadosa restauración,
que engendró virtudes nuevas.

Todos te pedimos gracia,
Virgen santa de las Cuevas.

Consolad los labradores,
con abundancia de frutos,
conservad a nuestros brutos,
sanad fiebres y dolores,
desterrad nuestros temores,
abrid los cielos y llueva.

Todos te pedimos gracia,
Virgen santa de las Cuevas.

Cuando hay sequía espantosa,
en procesión al momento,
devoto acompañamiento,
trae tu imagen piadosa,
y al labrador, amorosa,
el consuelo siempre llevas.

Todos te pedimos gracia,
Virgen santa de las Cuevas.

En sitio de caridad,
brilla tu solio sagrado,
como lugar adecuado,
para ejercer la piedad,
y  toda calamidad,
compasiva la destierras.

Todos te pedimos gracia,
Virgen santa de las Cuevas.

Con designio misterioso,
el alto Dios Soberano,
en vuestras sagradas manos,
puso el caudal más copioso,
de franquear amoroso,
favores y gracias nuevas.

Todos te pedimos gracia,
Virgen santa de las Cuevas.

Haced que en los corazones,
de los hijos de esta Villa,
siempre arraigue la semilla,
de las divinas lecciones,
y con vuestras bendiciones,
el fruto den de obras buenas.

Válganos tu protección
Virgen santa de las Cuevas.

Sobre todo Madre Amada,
asistidnos en la muerte,
para que de aquesta suerte,
vuestra amorosa mirada,
sea al final de esta jornada,
presagio de vida eterna.

Válganos tu protección
Virgen santa de las Cuevas.

A vuestra imagen sagrada
nos acogemos de veras;
todos te pedimos gracia,
Virgen santa de las Cuevas.

¡Oh Virgen de las Cuevas!
dadnos consuelo y favor.
¡Oh Virgen!
¡Oh Virgen de las Cuevas!
dadnos consuelo y favor.

Ora pro nobis Sancta dei Genitrix. 
Ut digni efficiamur promissionibus Christi
Oremus
Concede nos famulos tuos, quaesumus, Domine Deus, perpetua mentis et corporis sanitate gaudere et gloriosa Beatae Mariae semper virginis intercessione a praesenti liberari tristitia et eterna perfrui laetitia per Christum Dominun nostrum. AMEN
Autor: Rvdo. Sr. D. Augusto Godoy Beltrán de su libro Notas Históricas y Novenerio de Nuestra Señora de las Cuevas Zaragoza-Caminreal, julio de 1932. 
Transcrito de un original por: D. Alfonso Torcal Nueno, Zaragoza a 31 de agosto de 2009, festividad de San Ramón Nonato.

Son famosos los gozos a la Virgen de las Cuevas de Caminreal a la que los
vecinos de la localidad invocan en su auxilio: “Sobre todo, Madre amada, / asístenos
en la muerte,/ para que de aquesta suerte/ vuestra amorosa mirada/ sea al fin de esta
jornada/ presagio de vida eterna/ Válganos la protección,/ Virgen Santa de las
Cuevas”

Francisco A. Lázaro Polo

Existe un dance en el que se le da las gracias por haber ayudado en las batallas contra los moros.
Una de las cuatro cofradías de Caminreal es en honor a ella, y cuenta entre su cofradía con todos los vecinos de la localidad.